# Wielisław
Wielisław, Wielesław, Wielsław – staropolskie imię  męskie. Składa się z członów: Wiele- („chcieć, kazać, radzić”) i -sław („sława”). Mogło oznaczać „tego, kto pragnie sławy”. Skróconą formą tego imienia jest Wiesław.
Wielisław imieniny obchodzi 4 lipca.
Żeński odpowiednik: Wielisława

## Osoby
- Wielisław Krajowski – pułkownik dyplomowany Wojska Polskiego

## Miejscowości
- Nowy Wielisław
- Stary Wielisław
- Wielisław Złotoryjski